# Dominique von Burg
Dominique von Burg (* 1946) ist ein Schweizer Journalist.

## Leben
Von Burg begann seine journalistische Laufbahn nach 1969 mit einem Stage bei der Tribune de Genève. Von 1980 bis 2000 arbeitete er fürs Westschweizer Fernsehen TSR als Reporter, Chefredaktor und Produzent. Im Jahr 2000 wechselte er wieder zu den Printmedien und wurde bis Herbst 2006 Chefredaktor der «Tribune de Genève». Seither arbeitet er in der Lokalredaktion der Zeitung. Seit 2000 gehört von Burg dem Schweizer Presserat als Mitglied der 2. Kammer an. Ab dem 8. März 2007 war er Präsident des Presserats. Nach erreichen der maximal vorgesehenen Amtszeit gab er sein Amt Ende 2020 an Susan Boos weiter.